# Prata Sannita
Prata Sannita är en ort och kommun i provinsen Caserta i regionen Kampanien i Italien. Kommunen hade 1 463 invånare (2017).